# راوتر لاسلكي مفتوح
أوبن وايرلس راوتر (بالإنجليزية: OpenWrt)‏ اختصار لـ موجه لاسلكي مفتوح هو مشروع مفتوح المصدر مُوجهٌ لأنظمة التشغيل المضمنة اعتمادا على نواة لينكس، ويستخدم بشكل أساسي على الأجهزة المضمنة لتوجيه حركة مرور الشبكة. المكونات الأساسية للأوبن دبليو ار تي هي Linux و util-linux و musl  و اخيرا BusyBox . حسنت جميع المكونات لتصبح صغيرة لتناسب سعة التخزين والذاكرة المحدودة المتوفرة في أجهزة التوجيه المنزلية.
لتكوين الراوترات اللاسلكية المفتوحة يتم استخدام واجهة سطر الأوامر ( ash shell) أو استخدام واجهة الويب (LuCI). هنالك حوالي 3500 حزمة برامج اختيارية لتثبيت نظام إدارة حزمة opkg .
من الممكن تشغيل OpenWrt على عدة أنواع مختلفة من الأجهزة، من ضمنها أجهزة توجيه CPE والبوابات السكنية والهواتف الذكية وأجهزة الكمبيوتر. ومن الممكن أيضًا تشغيل OpenWrt على أجهزة الكمبيوتر الشخصية وأجهزة الكمبيوتر المحمولة ، ووالتي غالبا تعتمد على إكس 86.

## سمات
مايميز OpenWrt بنظام ملفات جذر قابل للكتابة بأنه يتيح للمستخدمين تعديل أي ملف وتثبيت برامج إضافية بسهولة. ذلك يتناقض مع البرامج الثابتة الأخرى إعتمادا على أنظمة ملفات للقراءة التي لا تسمح بتعديل البرامج المثبتة بدون إعادة إنشاء صورة كاملة للبرنامج الثابت ووميضها. ولأتمام ذلك يتم بتراكب نظام ملفات SquashFS مضغوطه للقراءة فقط مع نظام ملفات JFFS2 قابل للكتابة باستخدام overlayfs . من الممكن تثبيت برامج إضافية مع مدير حزم opkg مع مستودع يحتوي على حزم ما يقرب من 6000 حزمة.

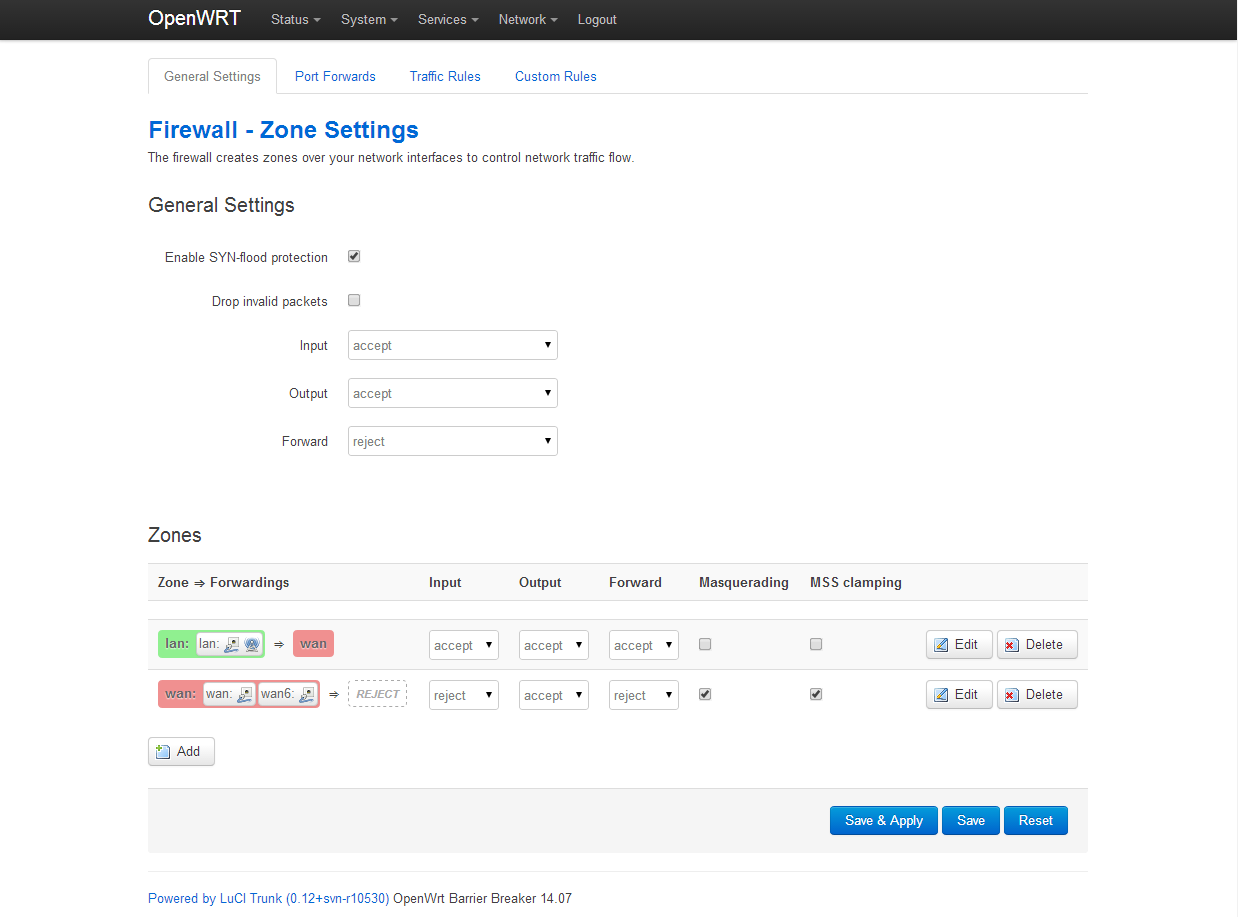
LuCI

من الممكن ان يتكون OpenWrt من خلال واجهة سطر الأوامر أو من واجهة ويب تسمى LuCI. يوفر OpenWrt مجموعة من البرامج النصية تسمى UCI (واجهة تكوين موحدة) وذلك لتوحد وتبسط التكوين من خلال واجهة سطر الأوامر. أيضاً هناك واجهات ويب إضافية، مثل Gargoyle.
كذلك يزود OpenWrt تصحيح للأخطاء بشكل منتظمة وتحديثات أمنية حتى للأجهزة التي لم تعد مدعومة من قبل الشركات المصنعة لها.
وفر OpenWrt إمكانيات عدة لتكون المميزات الشائعة متعلقة بالشبكة، مثل IPv4 وIPv6 وDNS وDHCP والتوجيه وجدار الحماية وNAT وإعادة توجيه المنفذ و WPA .
تشمل الميزات الأخرى:
- التكوين قابل للتوسيع لجميع برامج تشغيل الأجهزة مثل، محولات الشبكة المدمجة وقدرات VLAN الخاصة بها، و WNICs ، ومودم DSL ، و FX ، وأزرار الأجهزة المتاحة، وما إلى ذلك.
- الشبكات المعشقة من خلال BATMAN و OLSR و IEEE 802.11s - قدرات برامج تشغيل WNIC وغيرها من بروتوكولات التوجيه المخصصة التي تم تنفيذها داخل Linux.
- الوظائف اللاسلكية، مثل، جعل الجهاز يعمل كمكرر لاسلكي، أو نقطة وصول لاسلكية ، أو جسر لاسلكي.
- إدارة قائمة انتظار نشطة (AQM) من خلال جدولة الشبكة في Linux kernel .
- توزيع الحمل لأستخدامه في العديد من مزودي خدمة الإنترنت باستخدام التوجيه الخاص بالمصدر
- أنفاق IP ( GRE ، OpenVPN ، pseudowire ، إلخ. )
- مراقبة وإحصاءات للشبكات في الوقت الفعلي القابلة للتوسيع
- خدمات DNS الديناميكية للحفاظ على اسم مجال ثابت مع مزود خدمة الإنترنت الذي لا يوفر عنوان IP ثابت
- يدعم OpenWrt أي جهاز يدعم Linux ؛ وتشمل الأجهزة التي يمكن توصيلها (على سبيل المثال عبر USB )
  - طابعات
  - أجهزة مودم النطاق العريض المتنقل
  - كاميرات الويب
  - كروت الصوت

## توافق الأجهزة
يقوم OpenWrt بتشغيل عدة أجهزة مختلفة للتوجيه وتتضمن جدولًا للأجهزة التي تتوافق في موقعه على الويب. في دليل المشتري،  يشير بأن المستخدمين يوصون بأجهزة مزودة بشرائح لاسلكية من Qualcomm's Atheros أو Ralink (الآن MediaTek ). أيضا وصت OpenWrt باختيار جهاز بحد أدنى 16 ميغا بايت فلاش و 64 ميغابايت من ذاكرة الوصول العشوائي، ويفضل بكميات أعلى.

## وصلات خارجية
- تنزيلات OpenWrt
- القوائم البريدية OpenWrt
- مشروع LuCI
- قمة OpenWrt
- مؤسسة prpl (مؤسسة غير ربحية أسستها Imagination Technologies لدعم منصة MIPS)
- GPL Code Center في Linksys